# Списак генерала и адмирала ЈНА: О
Списак генерала и адмирала Југословенске народне армије (ЈНА) чије презиме почиње на слово О, за остале генерале и адмирале погледајте Списак генерала и адмирала ЈНА.
- Бранко Обрадовић (1907—1983) генерал-потпуковник. Активна служба у ЈНА престала му је 1962. године.
- Вук Ј. Обрадовић (1947—2008) генерал-мајор. Активна служба у ЈНА престала му је 1992. године.
- Милош Г. Обрадовић (1881—1972) генерал-потпуковник. Активна служба у ЈА престала му је 1946. године.[б]
- Карел Обершлик (1888—1972) генерал-мајор.
- Милун Огњановић (1926—2018) генерал-мајор. Активна служба у ЈНА престала му је 1985. године.
- Драго Ожболт (1931—1994) генерал-потпуковник. Активна служба у ЈНА престала му је 1991. године.
- Јоже Ожболт (1922—2018) генерал-потпуковник. Активна служба у ЈНА престала му је 1979. године. Народни херој.
- Драгољуб Ојданић (1941—2020) генерал-мајор.[в]
- Миленко Окиљевић (1914) генерал-мајор. Активна служба у ЈНА престала му је 1966. године.
- Милутин Омазић (1921) генерал-мајор. Активна служба у ЈНА престала му је 1971. године.
- Хамдија Омановић (1915—1990) генерал-потпуковник. Активна служба у ЈНА престала му је 1973. године.
- Иван Омахен (1923) генерал-мајор. Активна служба у ЈНА престала му је 1984. године.
- Ангел Ончевски (1933) генерал-мајор авијације. Активна служба у ЈНА престала му је 1992. године.
- Стеван Опсеница (1913—2002) генерал-потпуковник. Активна служба у ЈНА престала му је 1964. године. Народни херој.
- Богдан Орешчанин (1916—1978) генерал-пуковник. Активна служба у ЈНА престала му је 1976. године. Народни херој.
- Светозар Оро (1926—2020) генерал-мајор.
- Саво Оровић (1888—1974) генерал-пуковник. Активна служба у ЈНА престала му је 1952. године.[г]
- Марко Орхановић (1920) контра-адмирал. Активна служба у ЈНА престала му је 1969. године.
- Душан Остојић (1918—1986) генерал-мајор. Активна служба у ЈНА престала му је 1969. године.
- Марио Остојић (1922) контра-адмирал. Активна служба у ЈНА престала му је 1973. године.
- Станислав Оцокољић (1923—1995) генерал-мајор. Активна служба у ЈНА престала му је 1979. године.